# Asymptote
Eine Asymptote (altgr. ἀσύμπτωτος asýmptōtos „nicht übereinstimmend“, von altgr. πίπτω pípto „ich falle“) ist in der Mathematik eine Kurve, häufig eine Gerade, der sich der Graph einer Funktion im Unendlichen immer weiter annähert. Eine „Sonderform“ ist der asymptotische Punkt, bei dem die Annäherung nicht im Unendlichen stattfindet. Bei den vertikalen Asymptoten gibt es die Besonderheit, dass sie sich nicht als Funktion beschreiben lassen.
Das Antonym Symptote ist nicht gebräuchlich.
Eine verbreitete Auffassung, dass sich eine Funktion der Asymptote zwar nähert, sie aber niemals schneidet, stimmt nur für einen Teil der Funktionen mit asymptotischem Verhalten. Es gibt nämlich Funktionen, die ihre Asymptote ein oder mehrere Male in ihrem Verlauf schneiden (und sich ihr erst dann nähern, ohne sie nochmals zu schneiden). Und es gibt Funktionen, die um ihre Asymptote oszillieren und sie somit unendlich oft schneiden.

## Asymptoten einer reellen Funktion
Sei {\displaystyle f\colon D\to \mathbb {R} } die zu betrachtende Funktion, deren Definitionsbereich {\displaystyle D} eine Teilmenge der reellen Zahlen {\displaystyle \mathbb {R} } ist. {\displaystyle f_{a}} sei deren Asymptote (Ausnahme: Asymptotischer Punkt, weiter unten).
Parallel zur in diesem Artikel gewählten Gliederung der Asymptoten nach ihrer Form und Lage kann man Asymptoten – beziehungsweise das Verhalten einer Funktion zur Asymptote –  auch wie folgt unterscheiden:
1. horizontale Annäherung: der horizontale (waagerechte) Abstand Δx zwischen Funktion und Asymptote geht gegen Null…
  - …in Richtung unendlich großer/kleiner {\displaystyle y}:
Dies gilt für vertikale gerade Asymptoten.
  - …in Richtung eines Punktes:
Dies gilt für den asymptotischen Punkt.
2. vertikale Annäherung: der vertikale (senkrechte) Abstand Δy zwischen Funktion {\displaystyle f} und Asymptote {\displaystyle f_{a}} geht gegen Null…
  - …in Richtung unendlich großer/kleiner {\displaystyle x}:
Mathematisch wird dies mittels Grenzwert ausgedrückt:
{\displaystyle \lim _{x\to +\infty }[f(x)-f_{a}(x)]=0} oder {\displaystyle \lim _{x\to -\infty }[f(x)-f_{a}(x)]=0}
Dies gilt für alle anderen geraden Asymptoten (horizontale und schräge) sowie die nichtgeraden Asymptoten.
  - …in Richtung eines Punktes:
Dies gilt für den Asymptotischen Punkt.

### Gerade Asymptoten

Die Hyperbelfunktion mit ihrer vertikalen und horizontalen Asymptote (beide gestrichelt)

Gerade Asymptoten können in drei Typen unterschieden werden: vertikale, horizontale und schiefe.

#### Vertikale Asymptote

Tangensfunktion mit unendlich vielen vertikalen Asymptoten

Vertikale (oder „senkrechte“) Asymptoten sind Geraden, die parallel zur y-Achse verlaufen. Einem {\displaystyle x} wären in diesem Falle mehrere {\displaystyle y} „zugeordnet“. Entsprechend lassen sich solche Geraden nicht als Graph einer Funktion {\displaystyle f_{a}} beschreiben. Vertikale Asymptoten werden über die Gleichung
{\displaystyle x=x_{v}}
beschrieben. Im Punkt {\displaystyle P(x_{v}|0)} schneidet die vertikale Asymptote die x-Achse des Koordinatensystems.
Eine zu betrachtende Funktion {\displaystyle f} hat eine solche vertikale Asymptote, wenn der Funktionswert {\displaystyle y} an einer Stelle {\displaystyle x_{v}} gegen unendlich läuft. Anders gesagt: Nähert man sich auf der x-Achse von links oder rechts der Stelle {\displaystyle x_{v}}, so geht {\displaystyle y} gegen positiv oder negativ Unendlich. Mathematisch lässt sich dies wie folgt ausdrücken:
{\displaystyle \lim _{x\nearrow x_{v}}f(x)=\pm \infty },
oder
{\displaystyle \lim _{x\searrow x_{v}}f(x)=\pm \infty }.
Im Unterschied zu anderen im Artikel angesprochenen Asymptoten {\displaystyle f_{a}}, werden hier Grenzwerte gegen eine reelle Zahl und nicht gegen {\displaystyle \pm } untersucht. Daher kann eine reelle Funktion auch mehrere vertikale Asymptoten besitzen. Beispiele solcher Funktionen sind Tangens und Kotangens.
Eine vertikale Asymptote einer reellen Funktion liegt immer an einer Singularität. Handelt es sich bei der Singularität um eine Polstelle, so nennt man die vertikale Asymptote auch Polgerade. Es gibt allerdings auch Asymptoten an wesentlichen Singularitäten also an Punkten, die keine Polstellen sind. Ein Beispiel dafür ist die Funktion {\displaystyle \exp(1/x)}.

#### Horizontale Asymptote

Horizontale (oder „waagerechte“) Asymptoten sind Geraden, die parallel zur x-Achse verlaufen. Sie können über die Gleichung
{\displaystyle y=h}
beschrieben werden. Dies entspricht einer Geradengleichung der Form {\displaystyle y=m\cdot x+n} mit {\displaystyle m=0}. Als Funktion geschrieben haben horizontale Asymptoten die Form
{\displaystyle f_{a}(x)=h}.
Der Wert {\displaystyle h} entspricht dann dem {\displaystyle n} in der Geradengleichung. Im Punkt {\displaystyle P(0|h)} schneidet die horizontale Asymptote die y-Achse des Koordinatensystems.
Eine zu betrachtende Funktion {\displaystyle f} hat eine solche horizontale Asymptote, wenn der Funktionswert {\displaystyle y} im positiven oder negativen Unendlichen gegen den Wert {\displaystyle h} läuft. Mathematisch lässt sich diese Bedingung mittels Grenzwert ausdrücken:
{\displaystyle \lim _{x\to +\infty }f(x)=h}
oder
{\displaystyle \lim _{x\to -\infty }f(x)=h}
Und dies analog den schiefen Asymptoten als Differenz geschrieben wäre dann:
{\displaystyle \lim _{x\to +\infty }[f(x)-h]=0}
oder
{\displaystyle \lim _{x\to -\infty }[f(x)-h]=0}
Bekannte Funktionen mit einer horizontalen Asymptote sind Exponential- und Hyperbelfunktionen.
Die letztgenannten Hyperbeln, wie zum Beispiel {\displaystyle f(x)={\tfrac {1}{x}}}  sind das klassische Beispiel für Funktionen mit vertikaler und horizontaler Asymptote:
- Die vertikale Asymptote dieser Funktion ist die Gerade {\displaystyle x=0}, die die x-Achse an der Stelle {\displaystyle x_{\text{v}}=0} schneidet, was gleichzeitig die Polstelle dieser Hyperbelfunktion darstellt. Anders ausgedrückt: Der Schnittpunkt der vertikalen Asymptote mit der x-Achse ist in {\displaystyle P(x_{\text{v}}|0)=P(0|0)}, was dem Ursprung des Koordinatensystems entspricht.
- Die horizontale Asymptote dieser Funktion ist die Gerade {\displaystyle f_{a}(x)=0}, mit also {\displaystyle h=0}. Die y-Achse wird folglich im Punkt {\displaystyle P(0|h)=P(0|0)} geschnitten, also ebenfalls im Koordinatenursprung.

#### Schiefe Asymptoten

Die Funktion (rot) hat die schiefe Asymptote (grün) und die vertikale Asymptote (y-Achse)

Schiefe (oder „schräge“, „geneigte“) Asymptoten lassen sich mittels der Geradengleichung:
{\displaystyle y=m\cdot x+n} mit {\displaystyle m,n\in \mathbb {R} }
oder als Funktion:
{\displaystyle f_{a}(x)=m\cdot x+n}
darstellen. Wichtig hierbei: {\displaystyle m\neq 0}, sonst wäre es eine horizontale Asymptote. Und wie man es von solchen linearen Funktionen kennt, läuft der Graph von {\displaystyle f_{a}} in x- und y-Richtung gegen Unendlich.
Eine zu betrachtende Funktion {\displaystyle f} hat eine solche schiefe Asymptote {\displaystyle f_{a}}, wenn sie sich dieser im Unendlichen annähert. Diese Bedingung/Eigenschaft sieht mathematisch wie folgt aus:
{\displaystyle \lim _{x\to +\infty }f(x)=f_{a}}
oder
{\displaystyle \lim _{x\to -\infty }f(x)=f_{a}}
Anders gesagt: Eine Annäherung im Unendlichen heißt, dass der senkrechte Abstand zwischen Funktion und ihrer Asymptote im Unendlichen gegen Null läuft. Mathematisch stellt ein Abstand eine Differenz dar. Betrachtet man also diese Differenz zwischen der Funktion {\displaystyle f} und ihrer Asymptote {\displaystyle f_{a}} so läuft die Differenz im Unendlichen gegen Null:
{\displaystyle \lim _{x\to +\infty }[f(x)-f_{a}(x)]=0}
oder
{\displaystyle \lim _{x\to -\infty }[f(x)-f_{a}(x)]=0}

### Nichtgerade Asymptoten

Die rationale Funktion mit ihrer vertikalen Asymptote und ihrer asymptotischen Näherungsparabel (beide gestrichelt)

Nicht nur Geraden können Asymptoten zu einer Funktion sein, sondern auch nichtgerade Kurven oder Funktionen. So können zum Beispiel beliebige Polynome (quadratische Funktionen etc.) Asymptoten zu anderen Funktionen sein. Und wie schon oben für die geraden Asymptoten (außer den vertikalen) beschrieben, gilt auch hier:
{\displaystyle \lim _{x\to +\infty }[f(x)-f_{a}(x)]=0}
oder
{\displaystyle \lim _{x\to -\infty }[f(x)-f_{a}(x)]=0}
Ist beispielsweise {\displaystyle f=g/h} eine zu betrachtende rationale Funktion (mit den Polynomen {\displaystyle g} und {\displaystyle h}), so erhält man deren Asymptote {\displaystyle f_{a}} aus dem „Ganzteil“ der Polynomdivision von {\displaystyle g} durch {\displaystyle h}. Des Weiteren hat die Funktion vertikale Asymptoten durch ihre Polstellen.
Anmerkung: Der senkrechte Abstand von {\displaystyle f} zu {\displaystyle f_{a}} wird durch den „Restteil“ der Polynomdivision beschrieben. Dieser ist eine echt gebrochenrationale Funktion, die dieselben vertikalen Asymptoten wie {\displaystyle f} hat und zusätzlich noch die horizontale Asymptote {\displaystyle y=0} besitzt. Letzteres beschreibt noch einmal die Eigenschaft einer Asymptote: Wenn die Abstandsfunktion (Abstand zwischen Funktion {\displaystyle f} und ihrer Asymptote {\displaystyle f_{a}}) eine horizontale Asymptote bei {\displaystyle y=0} hat, so nähert sich der Abstand zwischen Funktion und ihrer Asymptote im Unendlichen gegen Null.
Ein Beispiel (siehe auch Abbildung rechts):
{\displaystyle f(x)={\frac {x^{3}-x^{2}+5}{5x-5}}\;=\;{\frac {x^{3}-x^{2}}{5x-5}}+{\frac {1}{x-1}}\;=\;{\frac {1}{5}}x^{2}+{\frac {1}{x-1}}}
Diese Beispielfunktion hat folgende Asymptoten:
- eine vertikale Asymptote {\displaystyle x=1} durch ihre Polstelle und
- die Parabel {\displaystyle f_{a}(x)={\tfrac {1}{5}}x^{2}}, die man aus dem „Ganzteil“ des Ergebnisses der Polynomdivision erhält. Eine Parabel als Asymptote nennt man dann Näherungsparabel. Dieser nähert sich die betrachtete Funktion {\displaystyle f} im Unendlichen an.

### Asymptotischer Punkt

mit dem asymptotischen Punkt (00)

Statt einer Kurve oder Geraden können sich Funktionen auch nur einem Punkt asymptotisch nähern. In diesem Fall gilt nicht die Bedingung der oben beschrieben „linienartigen“ Asymptoten, bei denen sich die Funktion {\displaystyle f} erst im Unendlichen der Asymptote annähert. Hier ist ein Punkt {\displaystyle P(x|y)} im „Endlichen“ die Asymptote.

## Asymptoten weiterer Kurven

Hyperbel mit zwei schiefen Asymptoten

Neben obigen Funktionsgraphen stetiger Funktionen {\displaystyle f} mit abzählbar unendlich vielen Definitionslücken – dies trifft auf die meisten in der Schule betrachteten Funktionen zu – gibt es noch weitere mathematische Objekte, die ein asymptotisches Verhalten aufweisen können, dazu zählen Wege oder allgemeiner algebraische Kurven wie zum Beispiel Spiralen oder Klothoide.
Für eine algebraische Kurve lässt sich der Asymptotenbegriff aus Sicht der projektiven Geometrie auch als eine Tangente im Unendlichen beschreiben.
Ein Beispiel einer algebraischen Kurve mit zwei schiefen Asymptoten ist eine Hyperbel, die durch die Gleichung
{\displaystyle {\frac {x^{2}}{a^{2}}}-{\frac {y^{2}}{b^{2}}}=1}
mit den beiden Konstanten {\displaystyle a} und {\displaystyle b} definiert ist. Die Asymptoten {\displaystyle a_{1}} und {\displaystyle a_{2}} der Hyperbel können durch
{\displaystyle a_{1}(x)={\frac {b}{a}}x}
und
{\displaystyle a_{2}(x)=-{\frac {b}{a}}x}
beschrieben werden. 
Man kann die Hyperbel auch durch zwei Funktionsgleichungen (für die obere und untere „Halbhyperbel“) 
{\displaystyle f_{1}(x)=b{\sqrt {{\frac {x^{2}}{a^{2}}}-1}}}
und
{\displaystyle f_{2}(x)=-b{\sqrt {{\frac {x^{2}}{a^{2}}}-1}}}
beschreiben. Auf diese Funktionen kann man die Erkenntnisse aus dem ersten Teil des Artikels anwenden.
Weitere Beispiele:

Graph einer Kurve mit mehreren horizontalen und vertikalen Asymptoten
Das kartesische Blatt – eine ebene algebraische Kurve mit einer schiefen Asymptote
Zwei offene Wege, die sich einem geschlossenen Weg asymptotisch nähern.
Ein offener Weg, der sich einem asymptotischen Punkt nähert.